# Verdenal
Verdenal település Franciaországban, Meurthe-et-Moselle megyében. Lakosainak száma 124 fő (2022. január 1.). Verdenal Autrepierre, Blâmont, Chazelles-sur-Albe, Domèvre-sur-Vezouze és Repaix községekkel határos.

## Népesség
A település népessége az elmúlt években az alábbi módon változott:
| Lakosok száma | 132  | 131  | 109  | 140  | 151  | 154  | 156  | 159  | 147  | 124  |
|               | 1968 | 1982 | 1990 | 2006 | 2013 | 2015 | 2017 | 2019 | 2020 | 2022 |